# 曲和聲
曲和聲（？—？），字濟之，山东萊州府掖县人。明末清初政治人物。同進士出身。

## 生平
天啓四年（1624年）甲子科山東鄉試第十三名舉人，七年（1634年），登甲戌科會試第一百四十七名，廷試三甲第一百七十八名進士，工部观政，八年授北直隶永年知县，十年降河南布政司照磨，十一年升抚州府推官，十二年升南户部湖广司主事，十三年丁憂。

## 家族
曾祖曲绅，府判；祖曲直；父曲堦，萬曆壬午舉人、永平府同知。